# District de Lilongwe
Lilongwe est un district du Malawi. Avec 
1 637 583 habitants, c'est le plus peuplé des districts de la région Central mais aussi du pays tout entier. 